# René Jeannel
René Jeannel (n. 23 martie 1879, Paris - d. 20 februarie 1965, Paris) a fost un zoolog francez pasionat de entomologie și speologie, prieten și coleg al lui Emil Racoviță. În 1920 a venit împreună cu Racoviță la Cluj, unde au întemeiat Institutul de Speologie, primul de acest fel din lume. Tot aici a fost numit profesor de biologie generală la Facultatea de Științe. În 1928 a fost ales membru de onoare al Academiei Române (1928). Ulterior a fost profesor la Muzeul Național de Istorie Naturală din Paris.
A fost printre primii savanți care au admis realitatea derivei continentale, deși în acea perioadă nu putea încă fi demonstrată geologic, deoarece Geneza faunelor terestre (titlul monumentalei sale lucrări, apărută în 1940) nu putea fi biogeografic explicată decât prin despărțirea continentelor actuale dintr-o masă continentală unică, conform ipotezei lui Alfred Wegener. În activitatea sa entomologică, René Jeannel s-a ocupat îndeosebi cu studiul lepidopterelor, alcătuind o colecție cu fluturi din jurul Clujului și Bucureștiului, și al coleopterelor, specialitatea sa de bază, alcătuind o colecție uriașă de micro-coleoptere la Muzeul Național de Istorie Naturală din Paris.

## Imagini

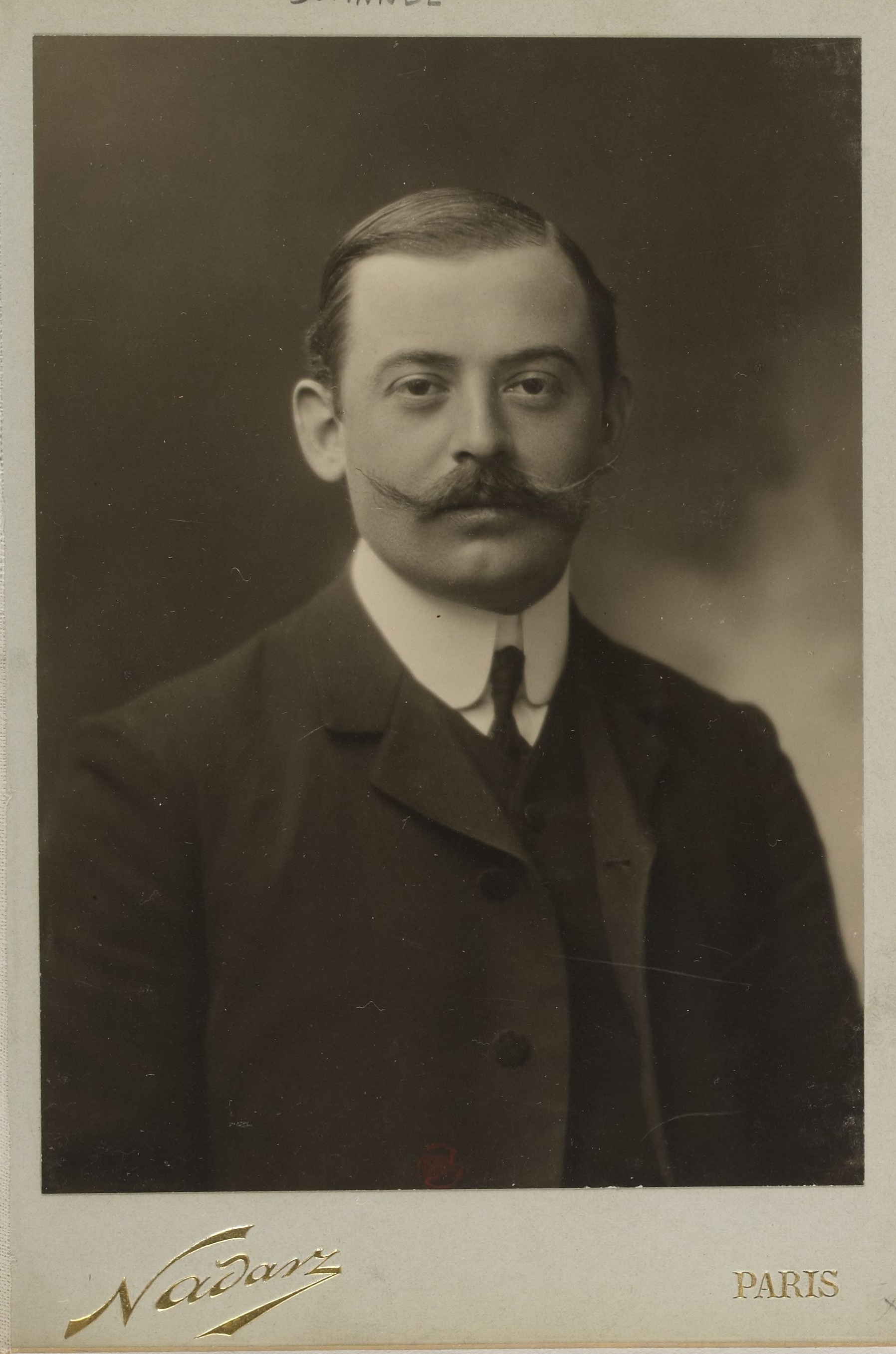
René Jeannel în anul 1905
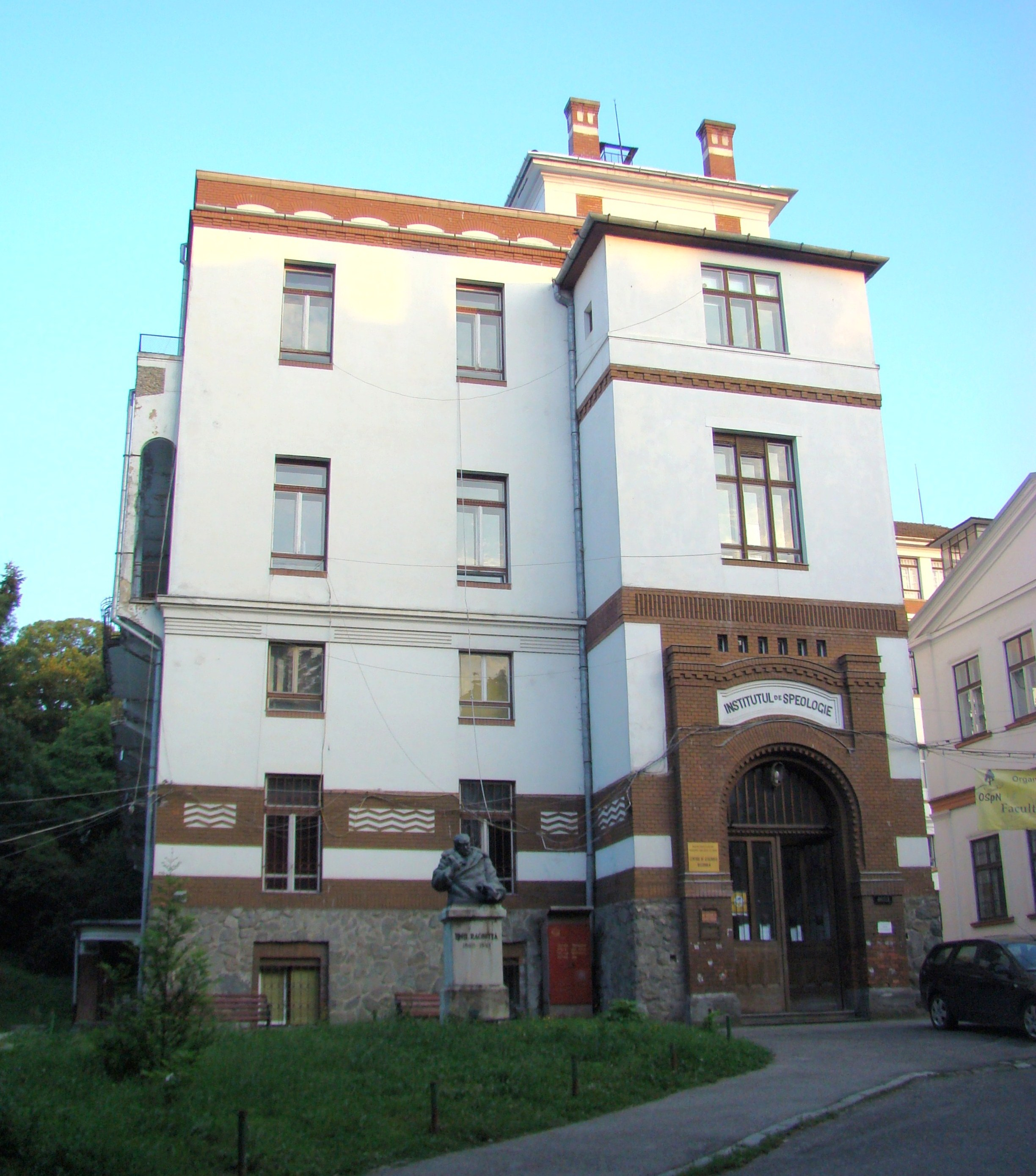
Institutul de Speologie "Emil Racoviţă" din Cluj
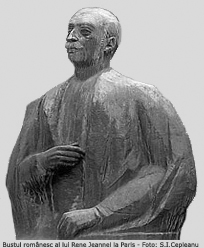
Bustul lui René Jeannel de la Institutul Speologic. Statuie oferită în 1965 de statul român Muzeului de Istorie Naturală din Paris, retrocedată Institutului de Speologie și restaurată în anul 2000.
Bustul lui René Jeannel din Cluj